# Peperomia carabobensis
Peperomia carabobensis là một loài thực vật có hoa trong họ Hồ tiêu. Loài này được Steyerm. & G.S. Bunting miêu tả khoa học đầu tiên năm 1972.